# Clastobryopsis imbricata
Clastobryopsis imbricata là một loài rêu trong họ Sematophyllaceae. Loài này được H. Akiy., Y. Chang & B.C. Tan mô tả khoa học đầu tiên năm 2010.